# Domingos Mancuso
Domenico "Domingos" Mancuso (Sicília, 1885 — Rio Grande do Sul, 1942) foi um fotógrafo ítalo-brasileiro.

## Biografia
Os pais de Domingos Mancuso, Santo e Carmela Mancuso, naturais da Sicília, emigraram para o Brasil quando Domingos contava apenas dois anos de idade. Após tentar diferentes atividades, ele iniciou sua carreira como fotógrafo no afamado estabelecimento de Virgílio Calegari em Porto Alegre, em 1907. Dois anos mais tarde fixou-se em Caxias do Sul, onde se casou e se estabeleceu profissionalmente. Foi por breve período associado ao cunhado Pedro Fonini, na firma Mancuso & Fonini.
Domingos Mancuso notabilizou-se por documentar a vida de Caxias do Sul: as etapas da construção da Estrada de Ferro Caxias-Montenegro, as edificações que surgiam, a evolução da cidade. Executava retratos de estúdio e também atendia aos chamados de fora para registrar casamentos, festas na cidade e nas colônias. Manteve-se ativo no ofício até a década de 1930, quando passou o estabelecimento para os filhos. Seu filho Reno Mancuso deu continuidade ao trabalho do pai documentando a cidade entre 1942 e 1950. Domingos participou de várias exposições no país e no exterior, obtendo medalhas e menções.